# 中共山东区执行委员会
中共山东区执行委员会（简称中共山东区执委）是中国共产党创立初期的区执行委员会之一。

## 历史
1921年，王尽美、邓恩铭等建立济南共产主义小组。1922年5月，中国共产党济南独立组成立，直属中共中央，由王尽美任组长。7月中共二大后，中共济南地方支部（山东区支部）成立。王尽美、马克先、吴容沧先后任书记。
1923年10月，济南地方支部改组成立中共济南地方执行委员会（济南地执委），隶属于中共中央。1924年，中共山东地方组织帮助山东国民党改组，成立中国国民党山东临时省党部，王尽美出任临时省党部执委。
1925年2月，以济南地执委为基础成立中共山东地方执行委员会（山东地执委），隶属于中共中央，尹宽、邓恩铭先后任书记。同年4月至7月间，山东地执委领导了青岛日商纱厂工人的三次同盟大罢工。8月，王尽美在青岛病逝。11月，山东地执委遭破坏，邓恩铭、王用章等被捕，山东地执委改为中共山东临时地方执行委员会。12月，张昆弟受中共中央派遣来到山东，重组山东地执委，张昆弟任书记。1926年9月张昆弟离任，吴芳接任书记一职。
1926年10月，中共山东地执委改组成立中共山东区执行委员会（山东区执委），吴芳继任书记。1927年5月，山东区执委遭到破坏。1927年6月，中共山东省委成立。

## 主要成员

### 济南地方支部（1922年7月－1923年10月）
- 书记：王尽美、马克先（承修，代理）、吴容沧（吴慧铭、吴雨农，代理）

### 济南地方执行委员会（1923年10月－1925年2月）
- 书记：王尽美、王用章（代理）
- 委员：王尽美、王用章、王翔千

### 山东地方执行委员会、山东临时地方执行委员会（1925年2月－1926年10月）
- 书记（1925年2月）：尹宽、邓恩铭
- 主持工作（1925年11月）：孙秀峰、刘俊才
- 书记（1925年12月）：张昆弟（芝圃）、吴芳（吴大征）
- 委员：尹宽、王尽美、王翔千（王鸣球）、刘子久（刘俊才）、邓恩铭（恩明、黄伯云）、延伯真（阎赤东）、孙秀峰、张昆弟、李耘生、关向应（郑勤）、王兰英（文灿）、宋伯行、吴芳
- 候补委员：王用章（王天生）
- 组织：延伯真
- 工运：王崇五
- 妇运：朱岫荣（朱岫容）
- 巡视员兼职工：孙秀峰

### 山东区执行委员会（1926年10月－1927年6月）
- 书记：吴芳
- 委员：吴芳、邓恩铭、王复元

## 直属地执委、支部
| 直属支部 - 山东省立第一师范学校支部（1925年－1927年5月） - 津浦铁路济南大厂支部（1925年2月－1927年5月） - 济南鲁丰纱厂支部（1925年7月－） - 省立济南女子师范学校支部（1925年夏－1926年4月） - 济南正谊中学支部（1925年－） - 胶济铁路济南站支部（1925年－） - 齐鲁大学支部（1925年－） - 济南阎千户庄支部（1926年上半年－） - 山东省立第一中学支部（1926年9月－1927年5月） - 济南机务段支部（？） - 津浦铁路支部（？） - 济南电灯公司支部（？） - 济南电话局支部（？） - 济南洋车夫工会支部（？） - 济南面粉厂支部（？） - 青岛支部（1925年2月－1926年2月） - 青岛支联联合干事会（1926年春－1927年7月） - 四方支部（1925年5月－7月） - 淄博支部（1924年7月－1927年春） - 张店车站支部（1925年2月－1927年7月） - 昆仑（石谷）分矿支部（1926年夏－1927年7月） - 洪沟支部（1926年7月－1927年春） - 淄川翟家支部（1926年7月－1927年7月） | - 南旺支部（1926年1月－） - 博山支部（1927年4月－7月） - 长山县铁山特别支部（1927年5月－7月） - 临淄县白兔丘支部（1926年冬－1927年7月） - 寿（光）广（饶）支部（1924年9月－1925年2月） - 寿光县张屯支部（1926年春－8月） - 广饶县延集村支部（1925年2月－1927年） - 广饶县刘集村支部（1925年春－1927年） - 广饶县黄丘支部（1926年7月－1927年） - 濰县支部（1925年2月－1926年2月） - 潍县南屯支部（1926年春－6月） - 濰县茂子庄支部（1926年春－6月） - 濰县庄家支部（1926年春－6月） - 潍县东西曹庄支部（1926年春－6月） - 坊子铁路支部（1926年3月－6月） - 昌邑县岞山支部（1927年6月－） - 高密城市支部（1925年8月－1926年秋） - 高密车站支部（1925年11月－1926年下半年） - 高密栾家庄支部（1926年－秋） - 高密曹家郭庄支部（1926年－秋） - 高密小王庄支部（1926年－秋） - 高密窑头支部（1926年－秋） - 高密门家苓芝支部（1926年－秋） - 枣庄矿区支部（1926年7月－1927年7月） - 山东省立第二师范学校支部（1926年夏－1927年夏） | - 沂水支部（1927年4月－7月） - 泰安支部（1926年3月－1927年4月） - 泰安大汶口特别支部（1926年4月－1927年4月） - 泰安萃英中学支部（1926年冬－1927年4月） - 莱芜吕芹村支部（1926年秋－1927年4月） - 莱芜西关支部（1926年－1927年4月） - 莱芜孝义支部（1926年－1927年4月） - 齐河县后里仁庄支部（1924年－1926年） - 禹城城内第一高级小学支部（1926年春－秋） - 平原县小屯支部（1926年春－秋） - 平原县支部（1926年夏－秋） - 阳谷县九都杨支部（1926年冬－1927年7月） - 东昌支部（1927年春－7月） - 青州支部（1925年1月－1926年10月） 直属地执委 - 潍县地方执行委员会（1926年6月－1927年7月） - 寿光地方执行委员会（1926年8月－1927年7月） - 益都地方执行委员会（1926年10月－1927年4月） - 青州地方执行委员会（1927年4月－7月） - 高密地方执行委员会（1926年秋－1927年7月） - 张店地方执行委员会（1927年春－7月） - 鲁北地方执行委员会（1926年秋－1927年7月） |